# Lee Pearson
David Lee Pearson (Stoke-on-Trent, 4 de febrero de 1974) es un jinete británico que compitió en la modalidad de doma adaptada. Ganó diecisiete medallas en los Juegos Paralímpicos de Verano entre los años 2000 y 2020.

## Palmarés internacional
| Juegos Paralímpicos | Juegos Paralímpicos     | Juegos Paralímpicos | Juegos Paralímpicos                   |
| Año                 | Lugar                   | Medalla             | Categoría                             |
| ------------------- | ----------------------- | ------------------- | ------------------------------------- |
| 2000                | Sídney (Australia)      | Medalla de oro      | Doma individual grado I               |
| 2000                | Sídney (Australia)      | Medalla de oro      | Doma individual estilo libre grado I  |
| 2000                | Sídney (Australia)      | Medalla de oro      | Doma por equipos clase abierta        |
| 2004                | Atenas (Grecia)         | Medalla de oro      | Doma individual grado I               |
| 2004                | Atenas (Grecia)         | Medalla de oro      | Doma individual estilo libre grado I  |
| 2004                | Atenas (Grecia)         | Medalla de oro      | Doma por equipos clase abierta        |
| 2008                | Pekín (China)           | Medalla de oro      | Doma individual grado Ib              |
| 2008                | Pekín (China)           | Medalla de oro      | Doma individual estilo libre grado Ib |
| 2012                | Londres (Reino Unido)   | Medalla de oro      | Doma por equipos clase abierta        |
| 2012                | Londres (Reino Unido)   | Medalla de oro      | Doma por equipos                      |
| 2012                | Londres (Reino Unido)   | Medalla de plata    | Doma individual grado Ib              |
| 2012                | Londres (Reino Unido)   | Medalla de bronce   | Doma individual estilo libre grado Ib |
| 2016                | Río de Janeiro (Brasil) | Medalla de oro      | Doma individual estilo libre grado Ib |
| 2016                | Río de Janeiro (Brasil) | Medalla de plata    | Doma individual grado Ib              |
| 2020                | Tokio (Japón)           | Medalla de oro      | Doma individual grado II              |
| 2020                | Tokio (Japón)           | Medalla de oro      | Doma individual estilo libre grado II |
| 2020                | Tokio (Japón)           | Medalla de oro      | Doma por equipos grado I-V            |